# Jan Hudde Dedel
Jan Hudde Dedel (Amsterdam, 24 oktober 1702 – Den Haag, 26 november 1777), telg uit het geslacht Dedel, was schepen en burgemeester van Den Haag.

## Biografie

### Afkomst en jeugd
Johan (Jan) Hudde Dedel was de zoon van Mr. Willem Gerrit Dedel (1675-1715), postmeester, schepen en secretaris van Amsterdam, en Susanna Sophia de Blocquery (1675-1733 ). Zijn tweede voornaam, Hudde, was afgeleid van de achternaam van zijn grootmoeder van vaders zijde, Anna Maria Hudde. In 1720 schreef Jan Hudde zich in als student aan de Universiteit Leiden en promoveerde aldaar in 1723 in de beide rechten. Hij publiceerde toen zijn Disputatio Juridica Inauguralis de Codicillis. De dichter Hubert Kornelisz. Poot schreef naar aanleiding van die gelegenheid onder meer:
“Laet ieder schoolgenoot uit Dedels yver leeren,
Hoe hoog de gaven zyn te schatten van 't verstant.”

### Loopbaan

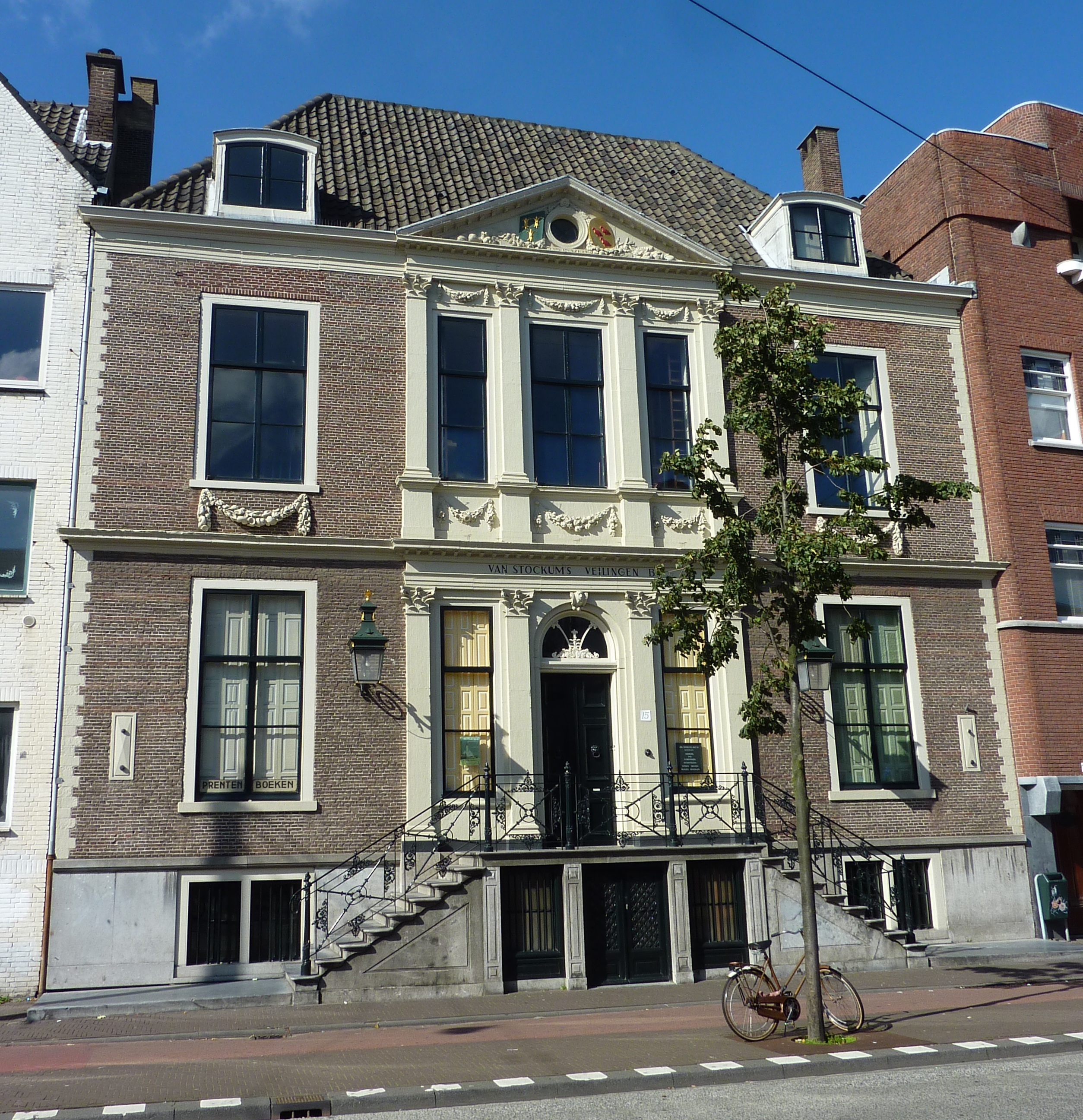
Woonhuis van Jan Hudde Dedel aan de Prinsegracht 15 in Den Haag

Mr. Jan Hudde Dedel was tussen 1724-1752 werkzaam als postmeester der Duitse en Italiaanse posterijen in Den Haag. Tussen 1729-1775 werd hij herhaaldelijk benoemd tot schepen (wethouder) van diezelfde plaats en diende afwisselend tussen 1737-1777 ook diverse termijnen als burgemeester.

### Nevenfuncties

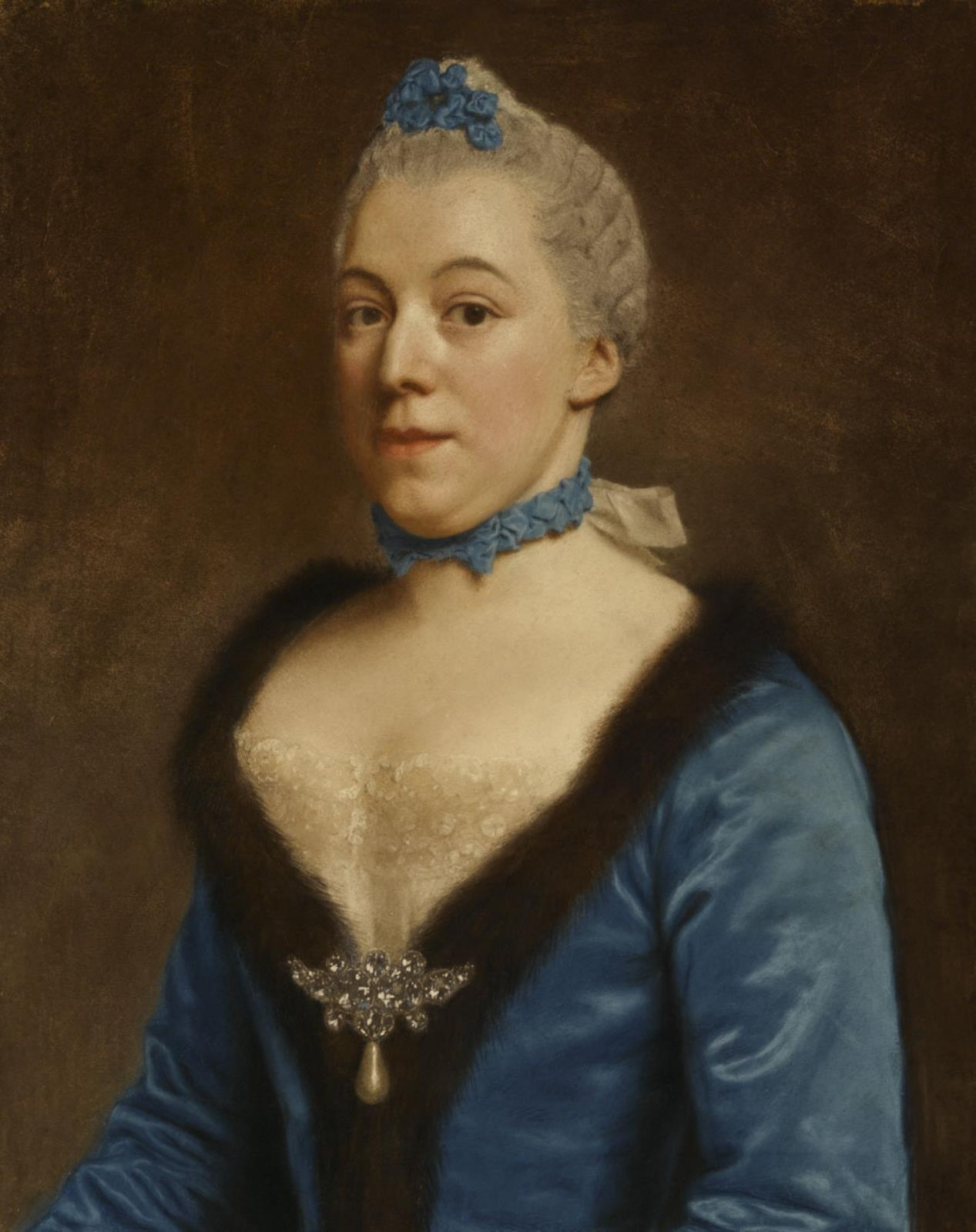
Clara Magdalena Dedel, echtgenote van Hendrick Bicker.

Dedel bekleedde vele nevenfuncties in Den Haag; zo was hij regent van het Sacraments-Gildehuis (1729-1735), het Heilige Geesthofje (1730-1733) en het Burgerweeshuis (1737-1776), Kapitein van het Witte Vaandel van de Haagse Schutterij (1735-1737), Curator van de Latijnse school (1740-1777), Gecommitteerde van bestuurscollege de Sociëteit van de Hoge Collegiën en van Den Haag (1740-1777), Kerkmeester van de Grote of Sint-Jacobskerk (1744-1777), Ambachtsheer van Rijswijk namens de Magistraat van Den Haag (1744-1777), Commissaris van Vendue en de Bank van Lening (1748-1777), Opperdeken van het Gilde van de Chirurgijns (1752-1777), Deken van het Sacraments-Gildehuis (1759-1770), beschermer van het dichtgenootschap “Kunstliefde Spaart Géén Vlijt” (1772-1777) en beschermheer van de Confrérie Pictura.

### Privéleven

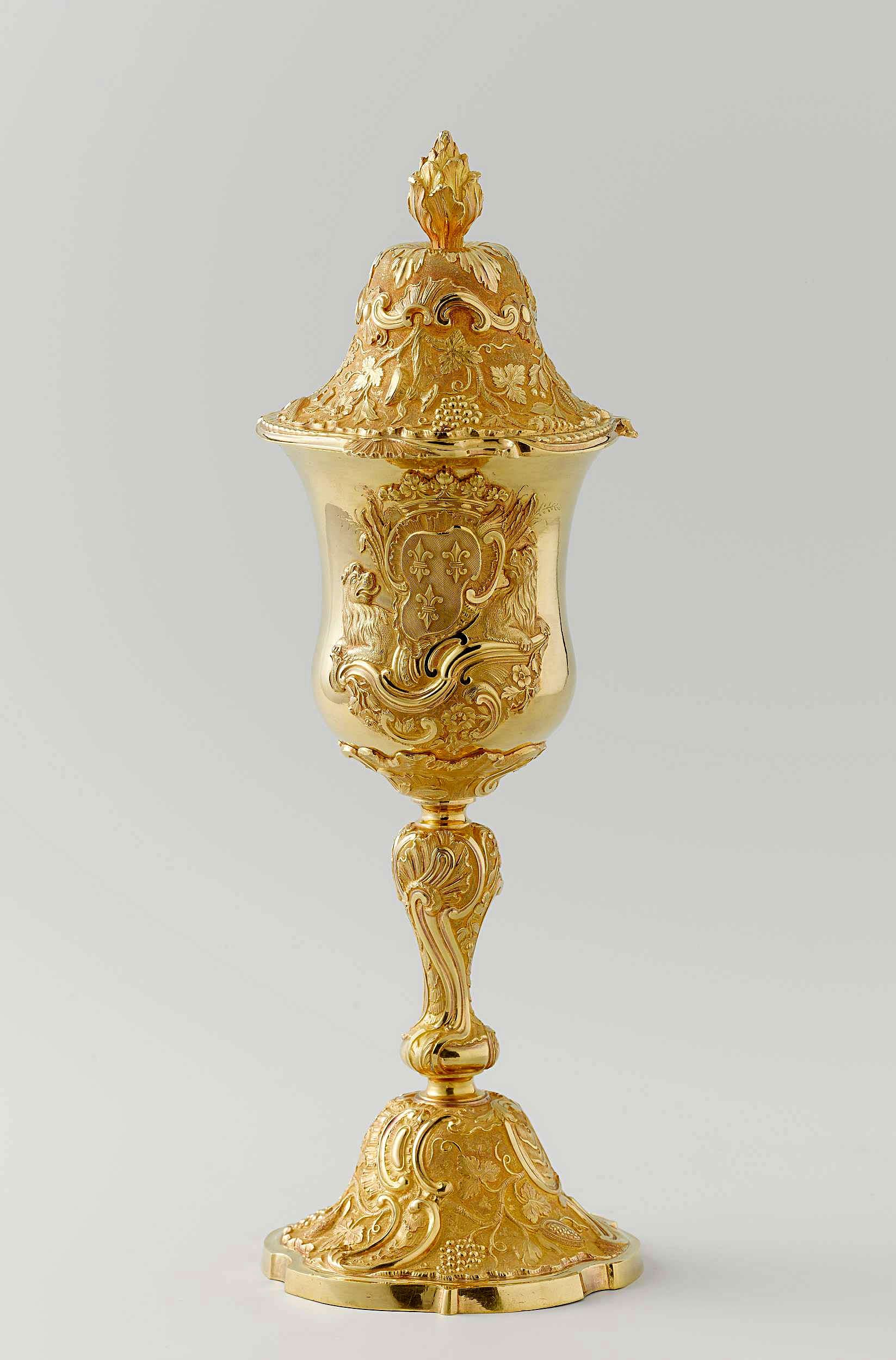
Bokaal met deksel, van goud, met het wapen Dedel. Gezien de datering 1743 en het familiewapen met drie Fleur-de-lys, is het aannemelijk dat deze komt uit het bezit van Jan Hudde Dedel. De bokaal draagt de stadskeur van Den Haag en als meesterteken een vogel naar links in schild.

In 1725 trouwt Dedel op 23-jarige leeftijd met de Amsterdamse Magdalena Antonia Muyssart (1705-1733), dochter van Abraham Muyssart en Clara Magdalena de Haze. Het paar had voor de plaats Amstelveen gekozen om met elkaar te trouwen, aangezien de huwelijksbelastingen daar aanzienlijk lager waren dan in Amsterdam. Een dergelijke constructie kwam in de tijd veelvuldig voor, met name in de welgestelde kringen.
Het echtpaar bewoonde eerst een huis aan de Haagse Vlamingstraat, vervolgens aan het Lange Voorhout in 1731 en daarna aan de Prinsegracht 15. Het huis aan de Prinsegracht was rond 1650 gebouwd door Mr. Willem Dedel, advocaat en griffier van de Staten van Holland, en bezit zeer kostbare interieurs. Het blazoen van de familie Dedel, met drie Fleur-de-lys, staat nog steeds op de voorgevel in het fronton. Voor 11.000 gulden kocht Jan Hudde Dedel de Rijswijkse buitenplaats “Outshoorn” (in de Noordpolder) in 1735 en buitenplaats “Steenvoorde”, eveneens te Rijswijk in 1767. Dedel was een vermogend man, bezat een koets met vier paarden en hield er zeven dienstboden op na.
Jan Hudde was een liefhebber van (ge-)dichten. Hij publiceerde in 1745 het gedicht: “Op den Wel Ed. Gestr. Heere Mr. Cornelis de Witt. Tot Burgemeester der Stad Dordrecht verheven”. Hij vertaalde “Vijf Hekeldichten en Eenige Bijschriften” van de hand van Nicolas Boileau-Despréaux en publiceerde deze in 1754 te Den Haag. Drie jaar voor hij stierf droeg hij bij het Haagse dichtgenootschap “Kunstliefde Spaart Géén Vlijt” een gedicht voor getiteld: “Aen Mijnen Tuinman, Welke ‘Gouden Vaarzen, uit het Breinrijk Hoofd des Grooten Mans’ Voortgekomen”.
Dedel overleed te Den Haag op 26 november 1777 en werd begraven in de Grote of Sint-Jacobskerk op 2 december 1777. Postuum werd nog dezelfde maand door het Haagse dichtgenootschap “Kunstliefde Spaart Géén Vlijt”, waarvan hij beschermer was geweest, het gedicht “Ter gedachtenisse van den welëdelen [...] Jan Hudde Dedel” gepubliceerd. Het gaf hoog op van Dedels’ wijsheid, betrouwbaarheid en zijn loyaliteit naar zijn gekozen woonplaats Den Haag.

### Nageslacht
- Willem Gerrit Dedel (1726-1768), werd net als zijn broer en zusters geboren in Den Haag. Hij zou in 1764 worden benoemd tot Nederlands ambassadeur te Constantinopel en overlijden in Büyükdere aan de Zwarte Zee.
- Clara Magdalena Dedel (1727-1778), huwt in 1745 in Den Haag met de Amsterdammer Henrie Bicker (1722-1783).
- Anna Maria Dedel (1729-1779), in 1746 te Den Haag gehuwd met Jan van de Poll (1721-1801), bankier en burgemeester van Amsterdam.
- Abraham Dedel (1732-1798), koopman, bankier en assuradeur, trouwt in 1755 te Amsterdam met Anna Jacoba Geelvinck (1736-1793), dochter van Mr. Nicolaes Geelvinck en Johanna Jacoba Graafland. Abraham Dedel werd aangesteld als burgemeester van Amsterdam in 1788 en 1792.